# 地下聖堂

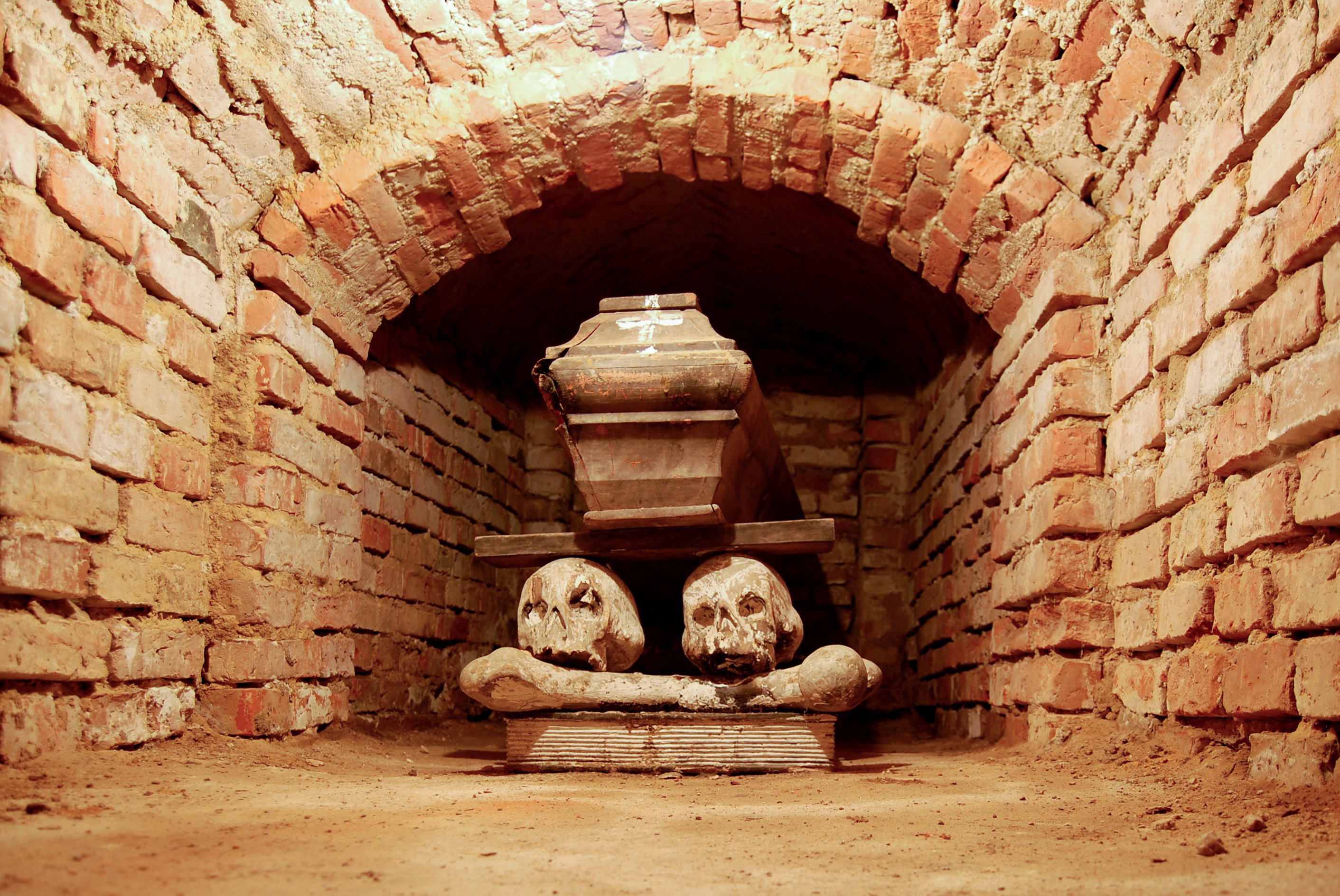
一處位於波蘭沃拉-古沃夫斯卡的地下墓室

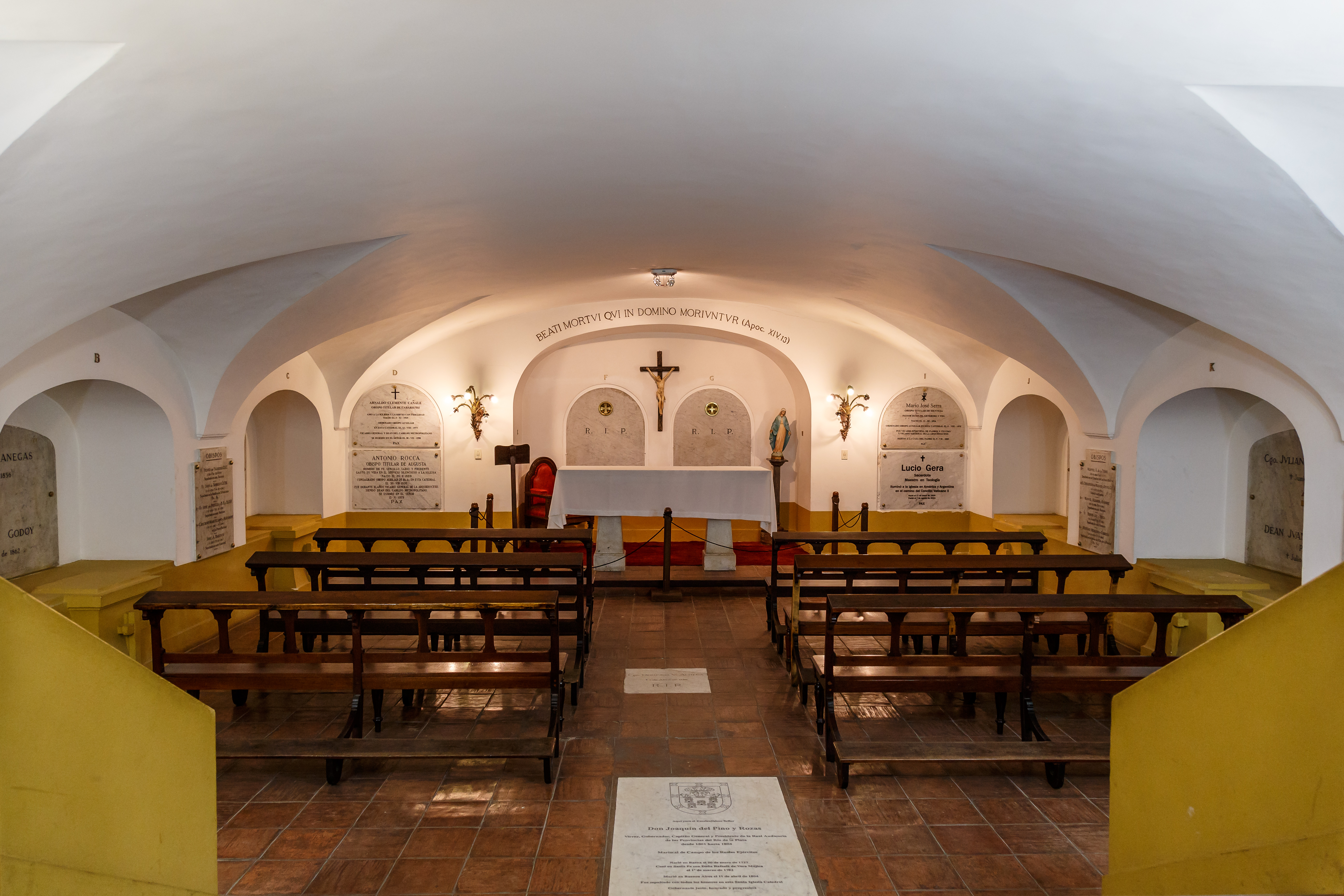
布宜诺斯艾利斯主教座堂的地下聖堂

地下聖堂，或稱為地下聖壇，是指位於教堂的地下空間，主要位於教堂祭台、後殿或聖所下方，通常為石室構造；如作為墓室使用，中文又別稱為「地下墓室」。其詞源來自拉丁文（英文對應詞為），為拱頂之意。
地下聖堂主要為放置棺柩、骸骨、聖髑等基督徒遺體之空間，也常作為教堂內的小堂使用。